# Молотковичі (зупинний пункт)
Молотковичі (біл. Малатковічы) — зупинний пункт Берестейського відділення Білоруської залізниці в Пінському районі Берестейської області. Розташований у селі Молотковичі.